# フットマーク

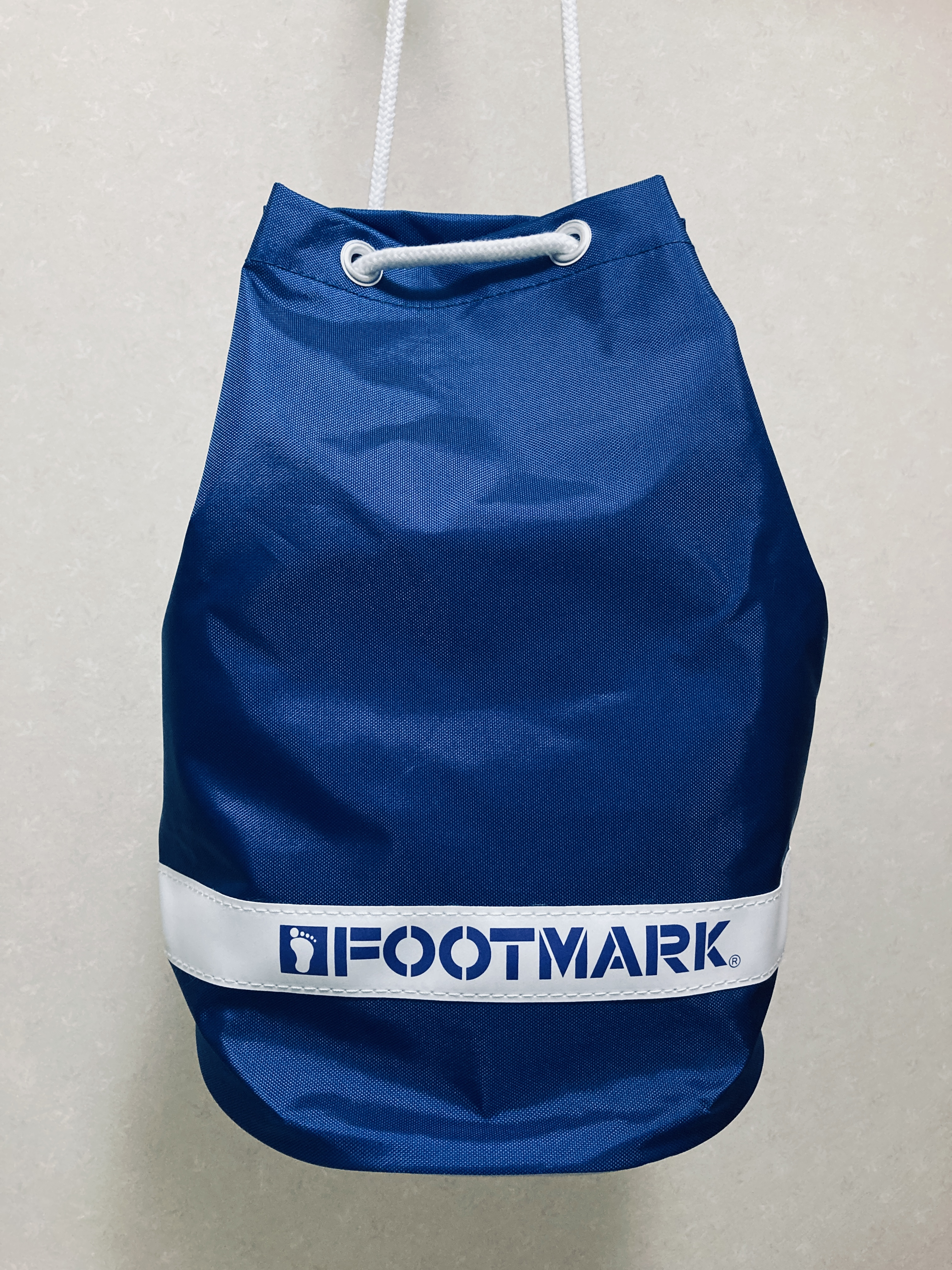
水泳バッグ

フットマーク株式会社（英: Footmark Corporation）は、東京都墨田区に本社を置く縫製会社。

## 概要
1946年（昭和21年）、創業者の磯部徳三によりゴム布製品製造卸会社の磯部商店として創業。
当初は幼児向けの布製おむつを主力に、草履袋やリュックサック などを製造していた。当時のおむつは蒸れやすく夏に売れない問題があったほか、1970年代より製紙メーカーによる紙おむつが主流になり始めたことをきっかけに業態転換を行う。「おむつと形が似ている」「試しに頭に被ってみると丁度良いフィット感であった」 という理由で、おむつの縫製技術や耐水技術を転用できる水泳帽の開発に着手。それまで日本国内では「水泳帽を被る」という習慣が一般的ではなかったが、ちょうど小学校・中学校の体育の授業に水泳が導入される時期であった為、学校に対して売り込みを実施。水泳帽を色別に分けたり、各色のマジックテープを貼ることによって各人を泳力別に分けることができる点が教師からの支持を集めた。日本国内の水泳帽のシェアでは約5割を持つトップメーカーであり、学校用水着（スクール水着）でも最大手となっている。ビート板もフットマークが開発した物である。。また、アイドルの写真集などでも当スクール水着が採用されたことがある。
以降はタオルやバッグなどの水泳関連製品の他、高齢者や水泳を不得手とする人、介護を必要とする人向けの水泳用具事業へもシフトしており、一時期家庭向けの小型流水プールも販売していたこともある。2012年（平成24年）からは今まで手薄であった競泳用水着の販売も強化しており、イタリアの水着メーカーJakedの製品のライセンス生産を行なっている。
またコロナ禍においては水着素材を活用したマスク開発にも着手。以降衛生用品の商品企画にも取り組んでいる。
2020年にはそれまでの革製ランドセルに代わる、布製のランドセル「RAKUSACK JUNIOR（ラクサックジュニア）」の開発に着手。
2022年には男女兼用のセパレーツ型水着を発表している。
「フットマーク」の社名は、社長（当時）である磯部成文の「足型が好き」という理由によって1982年（昭和57年）に旧社名から変更されたものである。また赤ちゃん＝「新しい命の誕生」は会社の使命である「新しいものを創り出す」ことと重なりあい、私たちの商品を通じて、すべての人が健康であって欲しいという想いが、その一歩を記す足跡マークには込められている。*あしあとマークに込められた想い
フットマーク直営のECサイト「フットマークオンラインショップ」も運営しており、ここから購入が可能な他、Amazon.com、楽天、Yahoo！ショッピングからでも購入が可能となっている。

## 介護分野
1970年代の業態転換時には、赤ちゃんのおむつカバーを改造して介護用おむつを開発したことをきっかけとして介護分野への進出も行なっている。発売当時は「医療用おむつ」「病人用おむつ」などの商品名で販売していたが、ネーミングに暖かみや労りを表現させるため、1980年（昭和55年）に社長（当時）の磯部成文によって「介助」「看護」から1文字ずつ取った介護という単語を「考案」。1984年（昭和59年）に商標登録しており、「介護」の言葉の発祥はフットマークであるとする報道がある（ただし、同単語は1892年（明治25年）には既に法令上で登場している。「介護#日本の介護」参照）。介護商品が世に出始めた時期、及び国の介護保険制度が施行され始めた2000年（平成12年）頃より保険会社などから商標の使用料の問い合わせが相次いだが、使用料は一切受け取っていないという。

## 他社ブランドの取り扱い

### Jaked

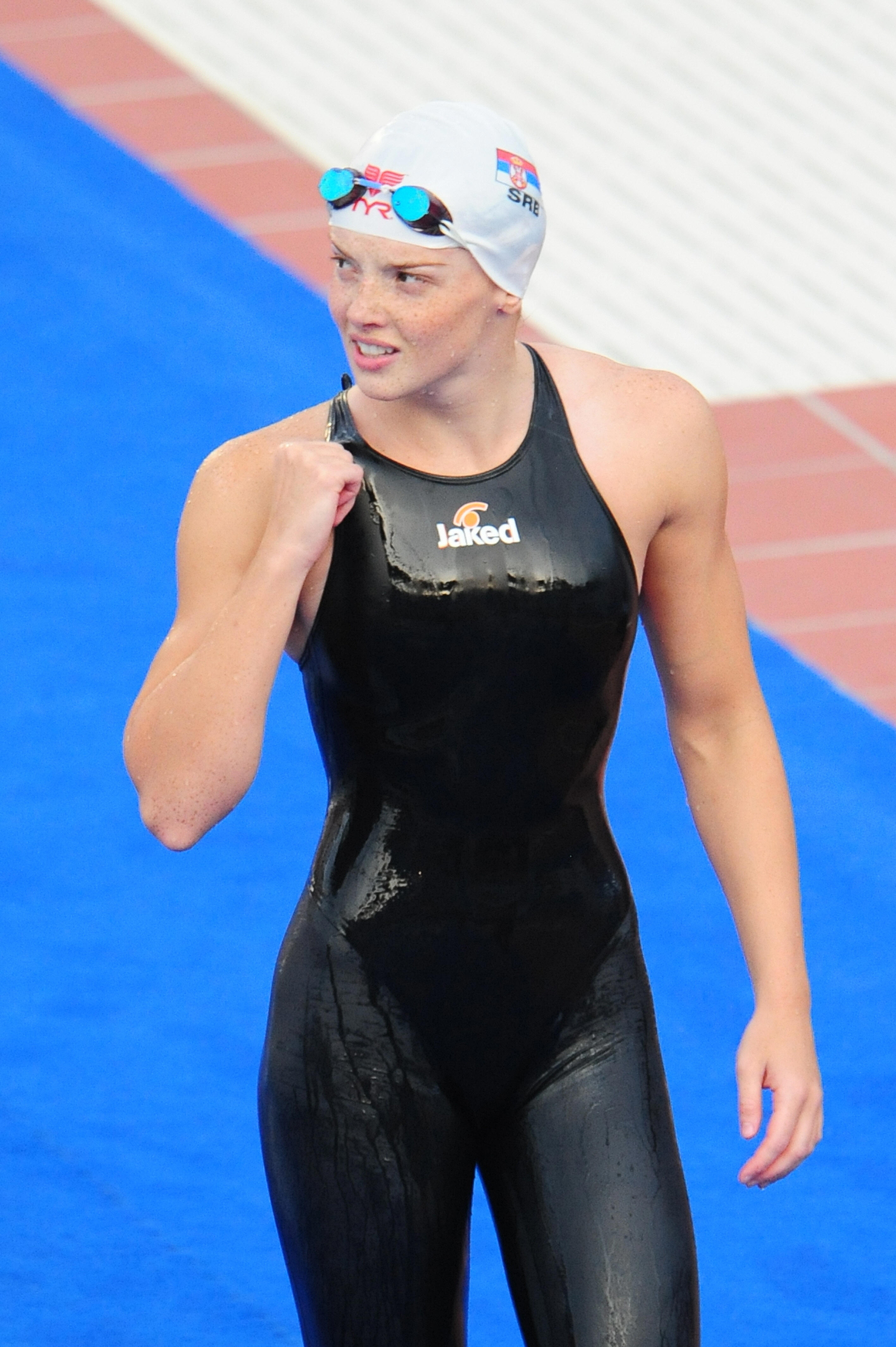
Jakedの水着を着用するナジャ・ヒグル

Jaked（ジャケッド、Jaked Srl）は、イタリア共和国ロンバルディア州パヴィーア県ヴィジェーヴァノ発祥の水着メーカー。2008年7月4日設立。創設者はFrancesco Fabbricaで、ブランド名の由来は水泳を志す2人の息子「Jak」と「Ed」から。水泳の指導者Cervizziの意見を仰ぎながら、自身の持つ材料、加工技術を活かし「J-01」を開発。極薄のポリウレタン生地を熱圧着することで水の抵抗となる縫い目を無くした高速水着で、2008年北京オリンピック、2009年世界水泳選手権で実績を残した。
フットマークは2010年にイタリアJaked社と独占輸入販売契約を締結し、日本における総代理店として企画製造販売を行っている。

### NIKE
2011年より株式会社ナイキジャパンを介する形でナイキ米本社とライセンス契約を結び、NIKEブランド水泳用品の日本国内における企画製造販売を行っている。トドラー、キッズ、トレーニング、フィットネスの商品カテゴリーで展開し、NIKEブランドのイメージを高める独創的なスイムアイテムの開発に取り組んでいる。
ただしナイキジャパンやJakedとの兼ね合いで、公式大会用の承認水着は取り扱わず、フィットネスやアパレル分野のみにとどまる。

## 商品
|                          | 水泳 | 介護 | 健康 | 学校用品 |
| ------------------------ | ---- | ---- | ---- | -------- |
| 競泳水着                 | ○    |      |      |          |
| 女性用水着               | ○    |      |      |          |
| 男性用水着               | ○    |      |      |          |
| 学校用水着・男子         | ○    |      |      | ○        |
| 学校用水着・女子         | ○    |      |      | ○        |
| ゆったり水着             | ○    |      |      |          |
| マタニティ水着           | ○    |      |      |          |
| ベビー水着               | ○    |      |      |          |
| 浮く水着                 | ○    |      | ○    | ○        |
| インナーウェア           | ○    |      |      | ○        |
| 水泳帽子                 | ○    |      |      | ○        |
| ゴーグル                 | ○    |      |      | ○        |
| バッグ                   | ○    |      |      | ○        |
| タオル                   | ○    |      |      | ○        |
| ビート板・浮き具         | ○    |      |      |          |
| 水遊び玩具（プール向け） | ○    |      |      |          |
| 水中運動用品             | ○    |      |      |          |
| 練習用品                 | ○    |      |      |          |
| 紫外線対策商品           | ○    |      |      | ○        |
| リハビリ・水着           | ○    |      | ○    |          |
| マリン用品               | ○    |      |      |          |
| 食事用エプロン           |      | ○    |      |          |
| ヘルパー用品             |      | ○    |      |          |
| 軽失禁パンツ             |      | ○    |      |          |
| シーツ                   |      | ○    |      |          |
| 大人用おむつカバー       |      | ○    |      |          |
| 肌着・ねまき             |      | ○    |      |          |
| 室内帽                   |      | ○    |      |          |
| 身体教育インナー         |      |      | ○    |          |
| 水泳用品                 |      |      |      | ○        |
| 体操帽子・体育用品       |      |      |      | ○        |

## ブランド一覧
- フットマーク
- 競泳水着「Jaked」
- 通学カバン「RAKUSACK」
- 食事用エプロン「Table with」
- 水陸両用ウェア「FOOTMARK NATURAL」
- 機能性インナー「FOOTMARK BASEWEAR」